# Douglas A-20

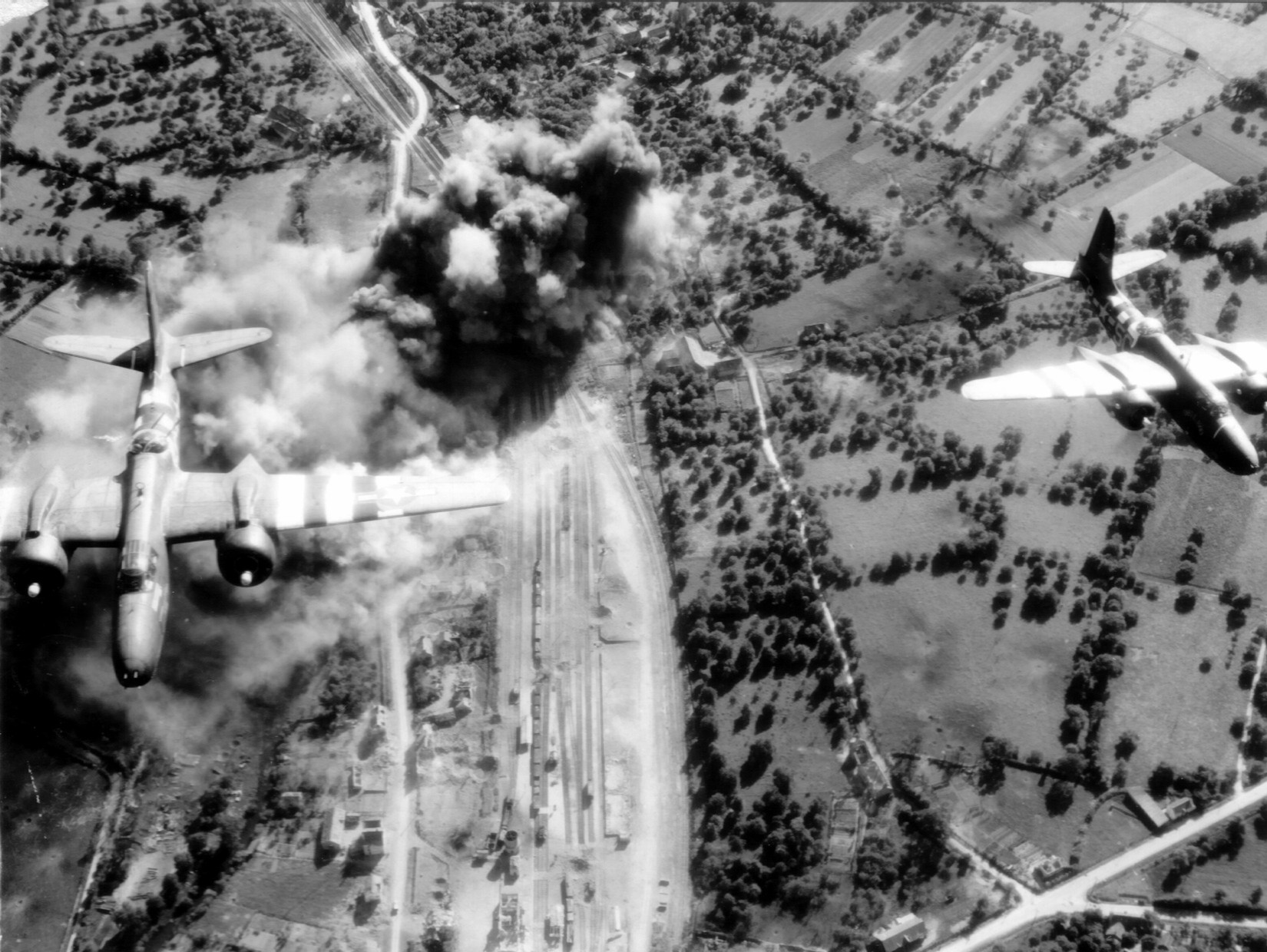
Bostony v Normandii

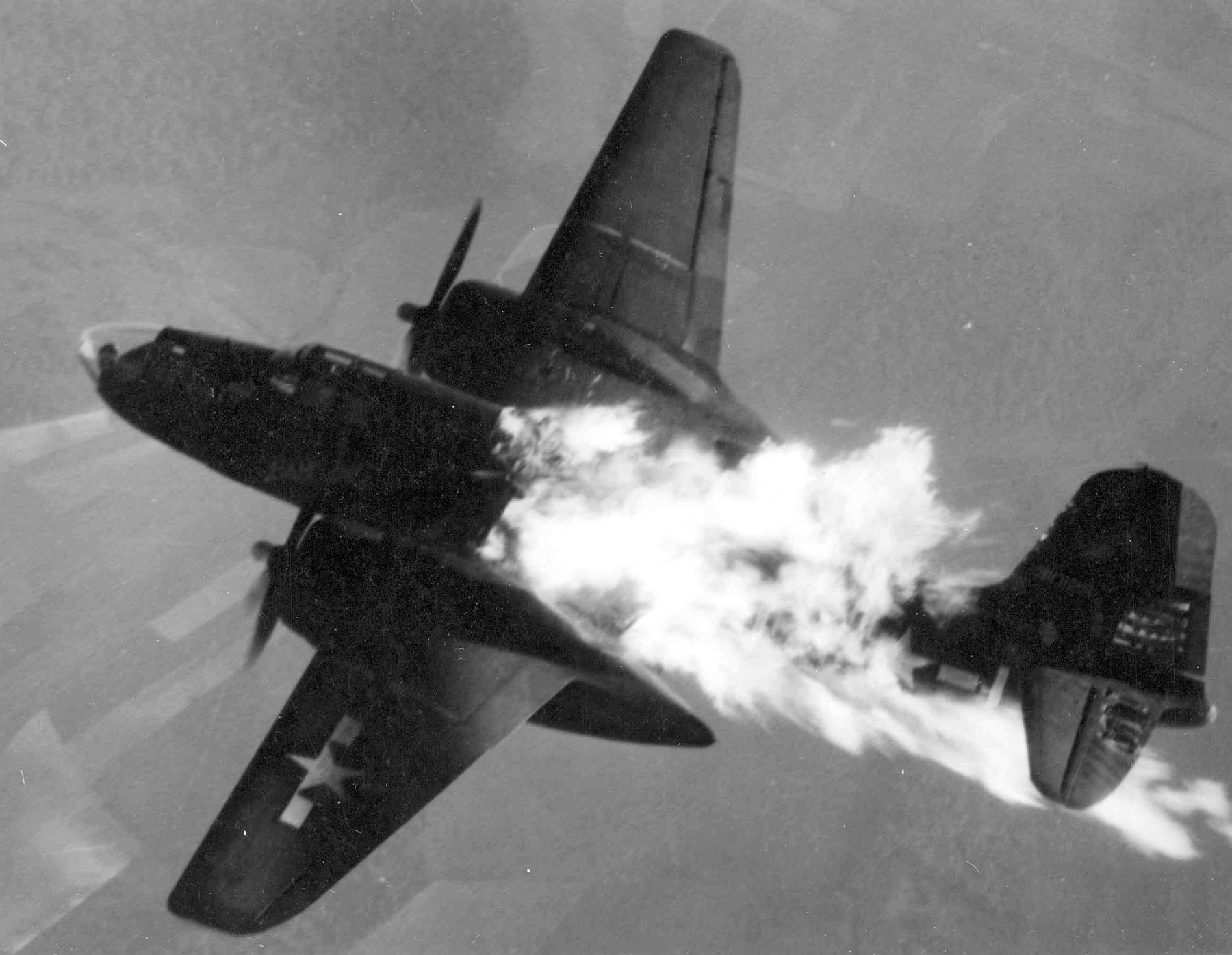
Douglas A-20J-10-DO, 43-10129, zničený flakem nad Francií, 1944

Douglas DB-7/A-20 Boston/Havoc byl americký dvoumotorový bombardovací letoun druhé světové války jehož varianty byly užívány také ve stíhací a průzkumné roli.

## Vývoj
Stroj vznikl na základě výběrového řízení na nový typ lehkého útočného bombardéru z roku 1937.
První prototyp letounu pod označením Douglas Model 7B vzlétl 26. října 1938 a vývoj nadále pokračoval.
270 strojů Model 7B objednala Francie společně s další verzí DB-7 (Douglas Bomber 7th Type) upravenou dle požadavků Armée de l'Air, avšak do její kapitulace v roce 1940 bylo dodáno od 2. ledna tohoto roku jen 75 kusů, zbytek objednávky převzala Velká Británie. DB-7 poprvé vzlétl 17. července 1939 a společnost Douglas typ začala vyrábět v závodech El Segundo v Kalifornii, z jehož výrobních hal byl první sériový letoun vytažen v říjnu 1939. Počínaje 31. strojem byly do motorových gondol instalovány dvouhvězdicové čtrnáctiválcové pohonné jednotky Pratt & Whitney R-1830-S3C4G Twin Wasp s výkonem po 883 kW. Třímístné stroje nesly hlavňovou výzbroj v podobě čtyř pevných a dvou pohyblivých kulometů MAC ráže 7,5 mm a ve Francii pro ně bylo připraveno označení DB-7B-3.
Douglas DB-7A byl variantou, která byla na francouzskou žádost vybavena silnějšími motory Wright R-2600-A5D s výkonem po 1 177 kW v prodloužených gondolách. Zvětšení doznala rovněž svislá ocasní plocha. Většinu z francouzské objednávky převzala Velká Británie, která pro RAF získala také 17 letounů určených původně pro Belgii. V Británii sloužily stroje z těchto dodávek pod označením Boston Mk.I a Boston Mk.II (Douglas DB-7A).
Stroje řady DB-7 s motory R-2600-A5B, upravené podle britských požadavků, byly čtyřmístné a nesly označení DB-7B. Měly pozměněný tvar konstrukce prosklení přídě, ve které se nacházely čtyři kulomety. Na spodní část trupu bylo instalováno střeliště. Ke 150 strojům objednaným pro RAF přibylo ještě 480 kusů určených původně pro Francii (DB-7C[zdroj⁠?!]) a 48 exemplářů pro Nizozemsko (DB-73[zdroj⁠?!]). Všechny nakonec převzala Velká Británie jako DB-7B pod označením Boston Mk.III.[zdroj⁠?!]
Britské královské letectvo použilo část Bostonů Mk.I až III k různým účelovým úpravám, známým obvykle pod jménem Havoc. Od zimy 1940–1941 byly využívány letouny Havoc Mk.I (DB-7) s tlumiči plamenů a pancéřováním kabiny. Určeny byly k útokům na cíle ležící v okupované Evropě a v RAF se jim neoficiálně přezdívalo Ranger či Invader.
Noční stíhací Havoc Mk.I NF se od DB-7 lišil nejen tlumiči plamenů, ale také neprosklenou přídí se čtyřmi kulomety ráže 7,62 mm a anténou radiolokátoru AI Mk.IV. Do služby byl přijat koncem roku 1940 a byl také znám pod neoficiálním označením Moonfighter.
V průběhu roku 1941 bylo celkem 73 letounů Havoc Mk.I, Mk.II a Boston Mk.III přebudováno na Havoc Turbinlite (též Helmore), který v přídi nesl radiolokátor společně se silným světlometem o výkonu 2,7 milionů kandel. Ten měl při nočních útocích osvětlit letící cíl, o který se pak měly střelbou postarat dva doprovodné letouny Hawker Hurricane. V září 1942 Turbinlite používalo deset perutí RAF, avšak tato taktika boje skončila zcela neúspěšně.
Podobně neúspěšně dopadl také pokus o využití nejméně dvaceti letounů u 93. squadrony RAF Havoc Mk.I Pandora (Havoc Mk.III), které měly v roce 1940 ničit nepřátelské bombardéry pomocí vlečných min (LAM), zavěšených na 600 m dlouhých lanech.
Havoc Mk.II NF byla další z řady nočních stíhacích variant, přestavěná z 99 letounů DB-7A instalací delší přídě typu Martin Baker s anténou radaru a dvanácti kulomety ráže 7,7 mm.
Americké vojenské letectvo objednalo v květnu 1939 stroje DB-7 pod názvem Douglas A-20 v počtu 63 kusů, které byly poháněny dvojicí motorů Wright R-2600-7 s turbokompresory. USAAF však tento typ do výzbroje nezařadilo a později byly téměř všechny přestavěny na verzi P-70.
Následná produkce 143 kusů A-20A měla zabudované motory R-2600-3, v přídi letoun nesl čtveřici čtyř kulometů, v horním střelišti dva a ve spodním jeden ráže 7,62 mm. Posledních 17 letounů A-20A-DO bylo poháněno motory R-2600-11.
Od roku 1941 byla v počtu 999 kusů vyráběná verze Douglas A-20B, ze kterých bylo 665 dodáno do SSSR. Ve stupňovité prosklené přídi byly instalovány obvykle dva pevné kulomety, jeden ráže 12,7 mm se nacházel v horním střelišti a jeden ráže 7,62 mm ve spodním. V zadní části každé motorové gondoly mohlo být po jednom dozadu zaměřeném, dálkově ovládaném kulometu ráže 7,62 mm.
Douglas A-20C-DO s motory R-2600-23 vyráběla pobočka v Santa Monice, která dodala celkem 808 kusů této varianty. Továrna Boeing v Seattle naopak dodala 140 strojů subvarianty A-20C-BO s protiprachovými filtry v prodloužených lapačích vzduchu na motorových krytech. „Céčka“ byla vyzbrojena čtyřmi kulomety v přídi, dvěma v horním a jedním v dolním střelišti, všechny ráže 7,62 mm. Pasivní ochrana byla posílena samosvornými nádržemi, stroje mohly nést také letecké torpédo. A-20C byly takřka identické s DB-7B a ve Velké Británii nesly označení Boston Mk.IIIA.
V průběhu roku 1942 bylo přestavěno 59 Douglasů A-20 na noční stíhací P-70, obvykle s neprosklenou přídí se dvěma kulomety. Ty doplňovala čtveřice kanónů ráže 20 mm pod trupem a s radarem AI Mk.IV. Americkým vojenským letectvem byly využívány zejména k výcviku.
V roce 1943 pak bylo přebudováno nejméně 13 A-20C na P-70A-1 s radarem a výzbrojí 6 až 8 kulometů ráže 12,7 mm v přídi.
Bostony Mk.III a IIIA se v RAF dočkaly úprav, spočívající v montáži tlumičů plamenů a někdy dalších kulometů do přídě, nebo čtyř kanónů Hispano Mk.II ráže 20 mm v podtrupové vaně pod pumovnicí. Nesly označení Boston Mk.III (IIIA) Intruder a podnikaly výpady nad území obsazené nepřítelem. Mk.IIIA pak v roce 1944 vytvářely dýmovou clonu nad invazními plážemi.
Verze A-20D, A-20E a A-20F se nedočkaly sériové výroby.
V únoru 1943 se objevily první A-20G-1 vyzbrojené čtyřmi kanóny M-2 ráže 20 mm v zakryté přídi, doplněné dvojicí kulometů Colt-Browning ráže 12,7 mm. Většina z 250 letounů tohoto výrobního bloku byla dodána do SSSR.
Výrobní bloky G-5, G-10 a G-15 pak měly v přídi čtyři kulomety 12,7 mm a další dva se montovaly podle potřeby do výstupků na spodku boků přídě. Všechny tyto bloky verze G pak nesly ve střelišti na hřbetě trupu pohyblivý kulomet ráže 12,7 mm a ve výstřelné štěrbině v podlaze kulomet ráže 7,62 mm. Za pohonné jednotky byly vybrány dvouhvězdicové motory Wright R-2600-23 o výkonu 1 176 kW a 937 kW ve výšce 3 500 m.
U subvarianty A-20G-20 byla zavedena standardní výzbroj přídě se šesti kulomety ráže 12,7 mm. Díl trupu za křídlem byl rozšířen pro montáž elektricky poháněné střelecké věže Martin s dvojkulometem ráže 12,7 mm. Stejnou ráži měl také kulomet v podlaze trupu. Náklad pum mohl obsáhnout osm kusů po 227 kg, na vnější závěsy pod křídlem mohly být zavěšeny další čtyři. Novinkou byla rovněž velká aerodynamicky tvarovaná přídavná palivová nádrž o 1 416 l, zavěšovaná pod trup. Celková výroba dosáhla 2 850 letounů varianty G.
Z verze A-20G vznikla pro potřeby USAAF v počtu 65 letounů konverze P-70A-2 s radarem, se šesti kulomety ráže 12,7 mm v přídi, ovšem bez střelecké věže.
Výkonnější motory R-2600-29 po 1250 kW byly instalovány do 412 kusů Douglas A-20H, lišících se od verze G pouze v detailech okolo střelecké věže.

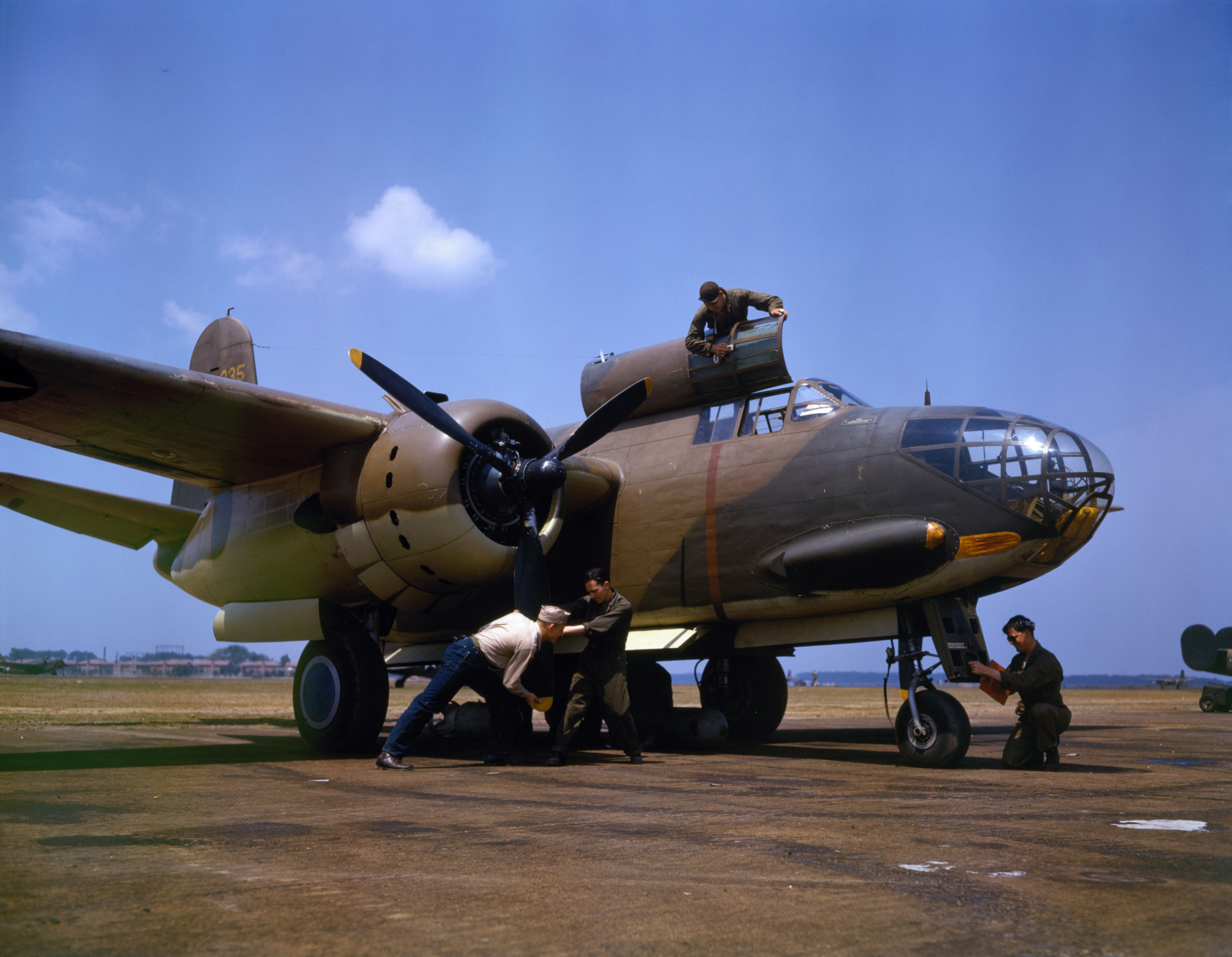
Douglas A-20 Havoc

Zvýšená poptávka po klasických taktických bombardérech dala vzniknout verzi A-20J (Boston Mk.IV), dodávané od října 1943 v celkovém počtu 450 kusů. Měla opět prosklenou příď trupu, vylisovanou z jednoho kusu materiálu, prodlouženou o 180 mm s pracovištěm bombometčíka a jeho zaměřovačem Norden. Na bocích zůstaly dva pevné kulomety 12,7 mm.
Stejně vybavená přední část trupu byla instalována také u 413 kusů A-20K, které v počtu 90 strojů odebralo RAF jako Boston Mk.V. „Káčka“ se opět vrátila ke standardu A-20H, včetně výkonnějších motorů. Dne 20. září vyšel ze závodu Douglase v Santa Monice poslední A-20K, který tak završil produkci Bostonů a Havoců.
Pro výcvik osádek USAAF bylo určeno 105 neozbrojených strojů P-70B-2 vzniklých z A-20J a K. Vybaveny byly pokročilejšími verzemi radarů s parabolickou anténou v přídi.
K fotografickému průzkumu používalo americké letectvo 46 exemplářů F-3A vzniklých konverzemi z A-20J a K, k výcviku pak sloužily TA-20J a TA-20H.

## Verze

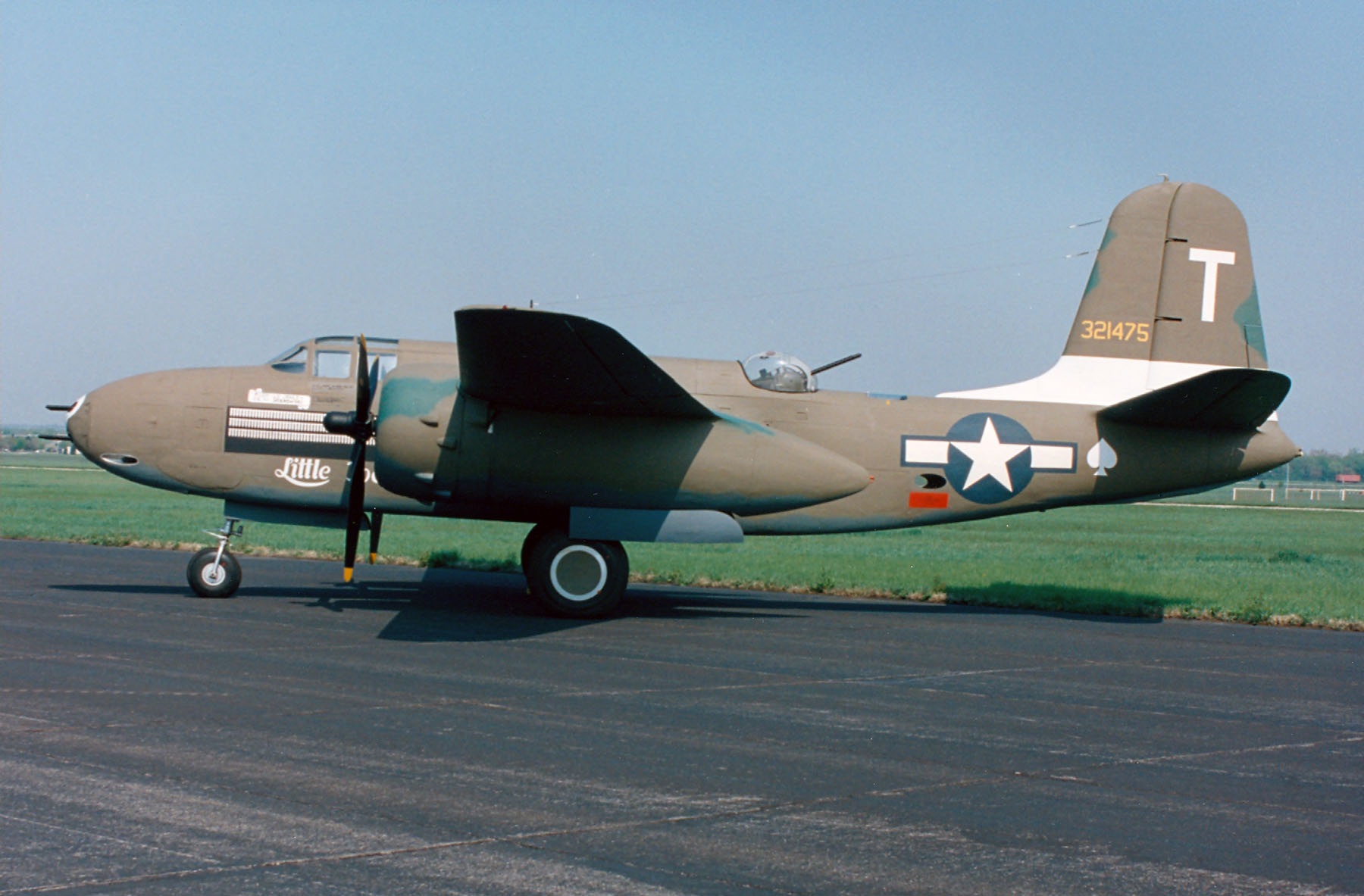
A-20G Havoc

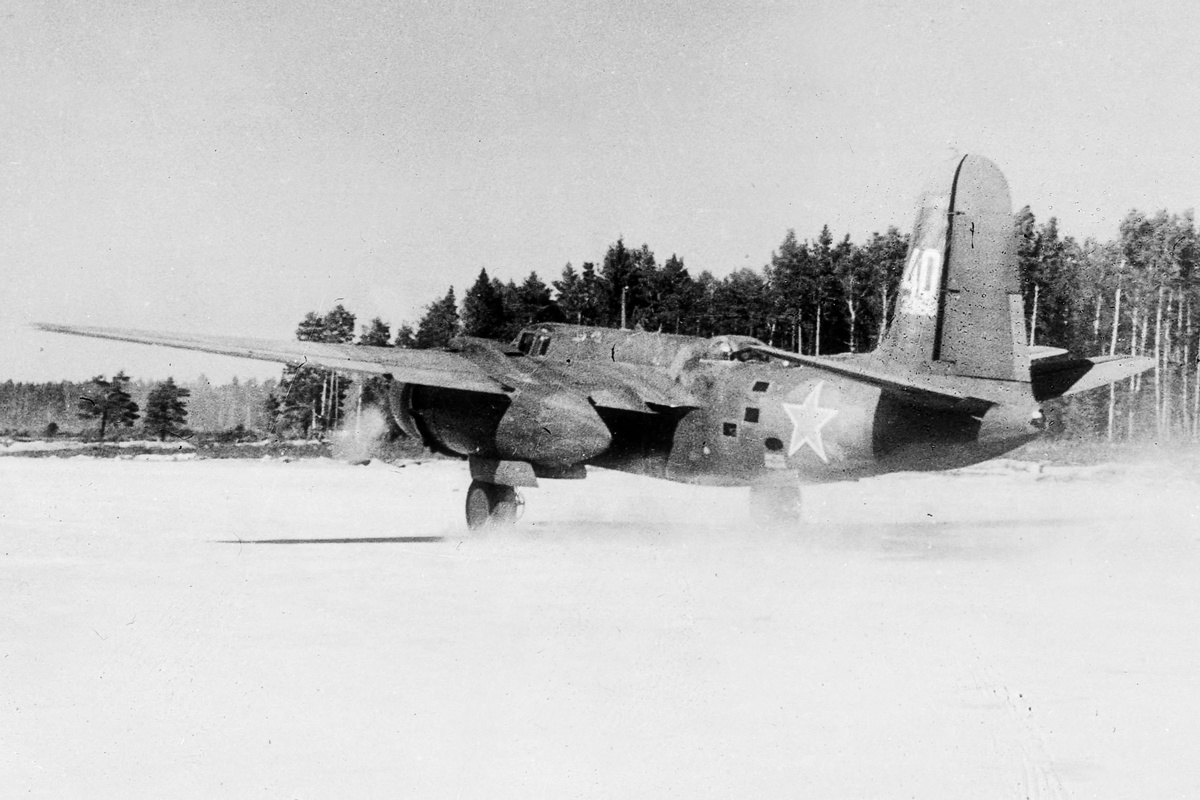
Douglas A-20G Boston sovětského letectva

- Douglas Model 7A
- Douglas Model 7B
- DB-7 B-3
- Boston Mk.I i II
- Havoc Mk.I
- DB-7A Havoc Mk.II
- DB-7B Boston Mk.III
- Douglas DB-73
- Douglas DB-7C
- A-20
- A-20A
- A-20B
- O-53
- A-20C (Boston Mk.IIIA)
- A-20D
- A-20E
- XA-20F
- A-20G
- A-20H
- A-20J (Boston Mk.IV)
- A-20K (Boston Mk.V)
- P-70
- F-3

## Bojové užití
Letouny Douglas DB-7/A-20 Boston byly užívány nejen USA (okolo 2 000 strojů), ale i mnoha dalšími státy, mezi něž zejména patří Velká Británie (455 strojů), Francie a Sovětský svaz (3 066 kusů). Měly široké použití, byly užívány jako stíhací, noční stíhací, bitevní a průzkumné letouny.
A-20G začaly operovat v Evropě v květnu 1944 v rámci 9. americké letecké armády ve třech bombardovacích skupinách. 28 A-20G, určených původně pro holandské východoindické letectvo, dostalo Royal Australian Air Force, kde byly zařazeny k 22. squadroně.

## Uživatelé
- Austrálie
  - Royal Australian Air Force
- Brazílie
  - Força Aérea Brasileira
- Francie
  - Armée de l'air
  - Armée de l'air de l'armistice

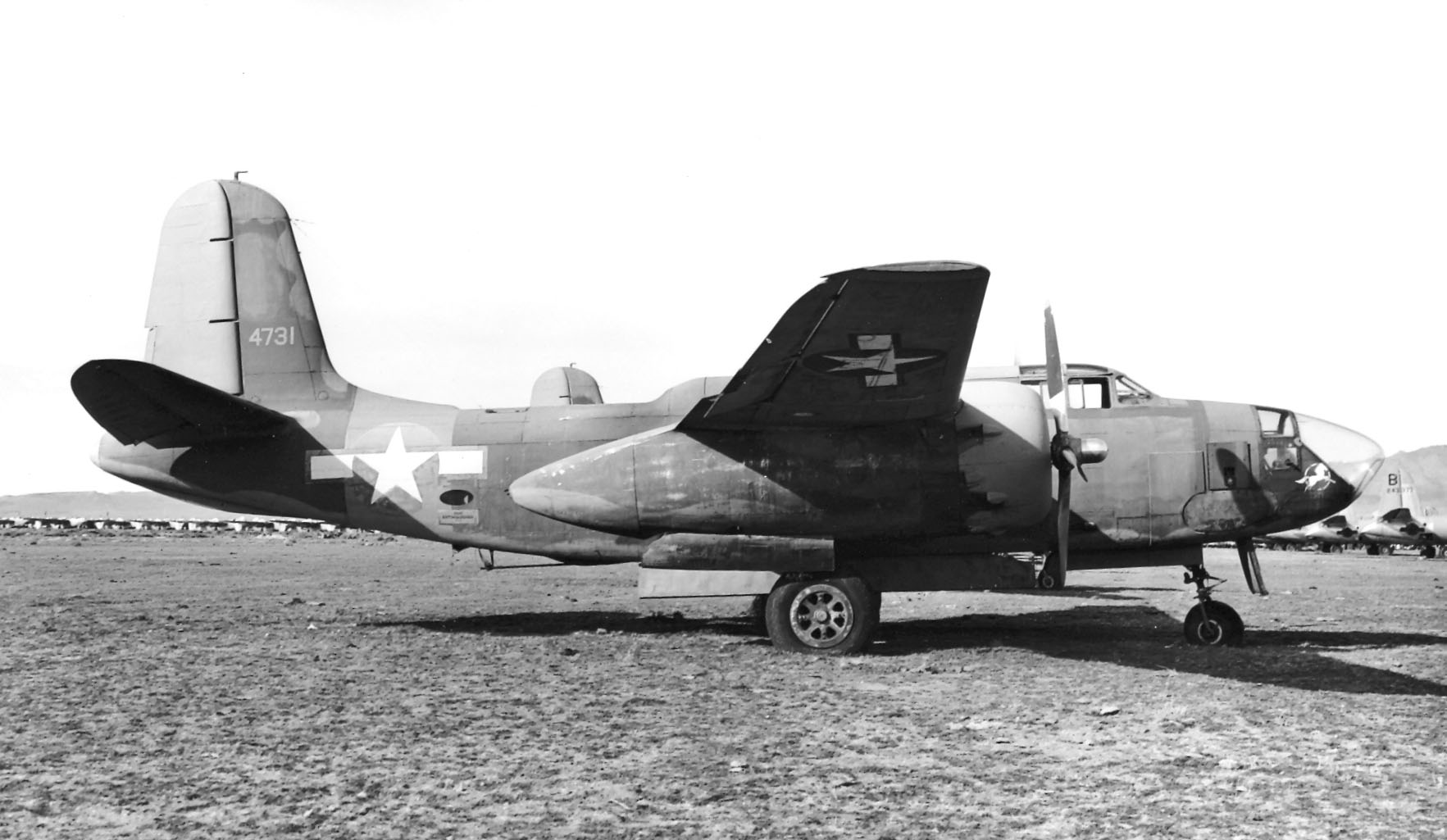
TA-20K (44-731)

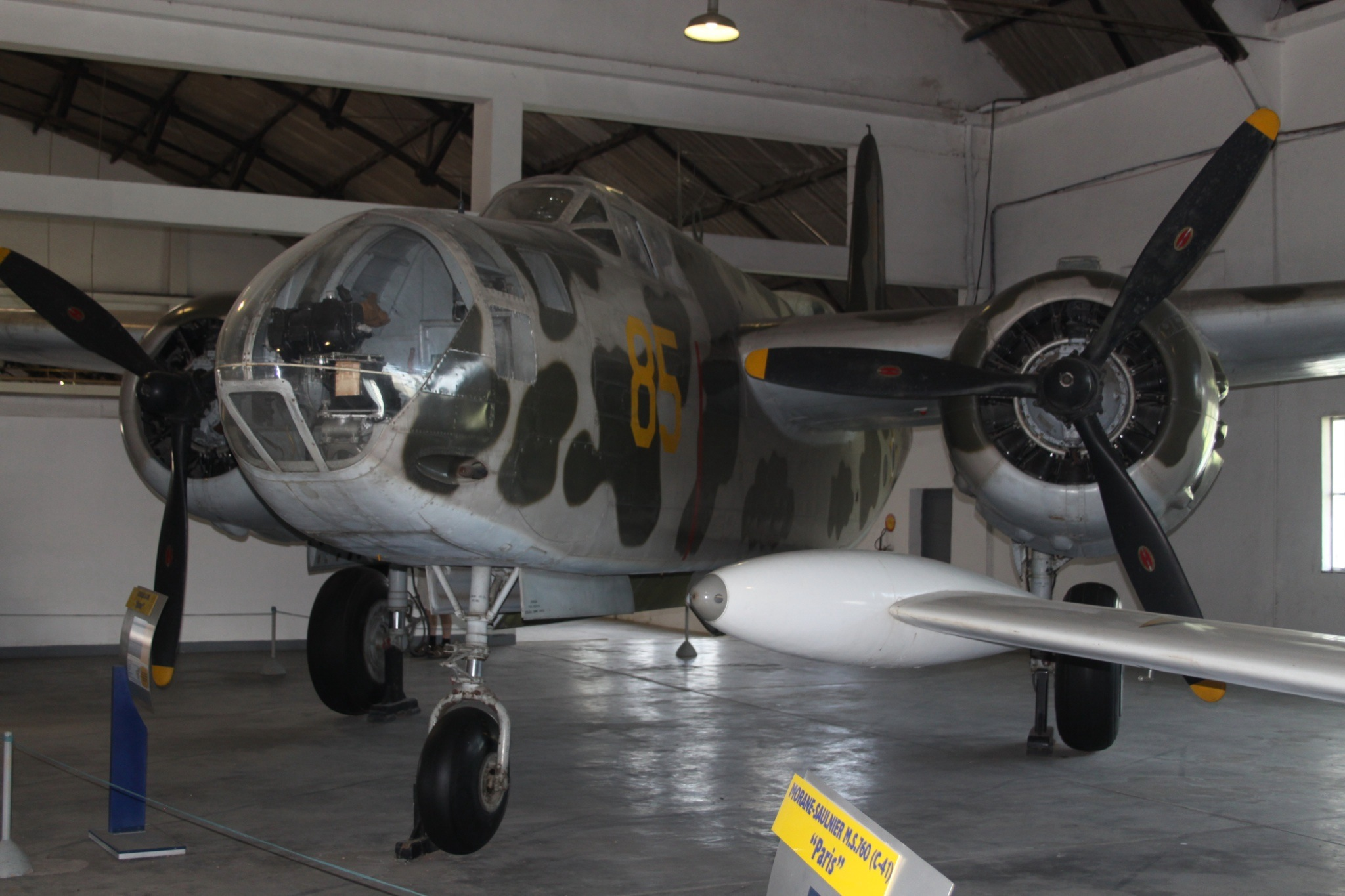
Douglas Havoc

  - Forces aériennes françaises libres
- Kanada
  - Royal Canadian Air Force
- Nizozemsko
  - Marine Luchtvaartdienst
- Sovětský svaz
  - Sovětské letectvo
  - Sovětské námořní letectvo
- Spojené království
  - Royal Air Force
  - Fleet Air Arm
- Spojené státy americké
  - United States Army Air Corps
  - United States Army Air Forces

## Specifikace

A-20G Havoc

### Technické údaje
- Posádka: 2–3
- Rozpětí: 18,69 m
- Délka: 14,27 m
- Výška: 4,82 m
- Nosná plocha: 43,11 m²
- Hmotnost prázdného letounu: 5 160 kg
- Vzletová hmotnost: 7 250 kg
- Pohonná jednotka: 2× hvězdicový motor Pratt & Whitney R-1830-S3C4G Twin Wasp s výkonem 883 kW (1 200 k), pozdější verze byly poháněny 2 motory Wright GR-2600-A5B, -11, -23 nebo -29 Double Cyclone

### Výkony
- Maximální rychlost: 473 km/h
- Dostup: 7 200 m
- Dolet: 780 km

### Výzbroj
Havoc I: 4× kulomet Browning ráže 7,7 mm v přídi, 1× kulomet Vickers K ráže 7,7 mm v zadní kabině, Havoc II: 12× kulomet ráže 7,7 mm v přídi, Havoc Intruder: 4× kulomet ráže 7,7 mm v přídi, 1× Vickers K, 454 kg pum, A-20B: 2× kulomet Browning ráže 12,7 mm v bocích přídě, 1× kulomet ráže 12,7 mm v zadní kabině, 1× kulomet Browning ráže 7,62 mm ve spodním střelišti, až 940 kg pum, Boston III bomb.: 4× kulomet ráže 7,7 mm v bocích přídě, 2× 2 kulomety ráže 7,7 mm v horním a spodním střelišti, 907 kg pum, Boston III Intruder: 4× kanón Hispano ráže 20 mm pod trupem, A-20G: 4× kanón ráže 20 mm a 2× kulomet ráže 12,7 mm nebo 6× kulomet ráže 12,7 mm v přídi, 1× 2 kulomety ráže 12,7 mm v horní věži, 1× kulomet ráže 12,7 mm ve spodním střelišti, až 1 814 kg pum, mimo tyto existovala řada dalších variant výzbroje.